# Atopomyrmex
Atopomyrmex es un género de hormigas perteneciente a la familia Formicidae, categorizado en la tribu Crematogastrini. Fue descrito por André en 1889.

## Especies
- Atopomyrmex calpocalycola Snelling, 1992
- Atopomyrmex cryptoceroides Emery, 1892
- Atopomyrmex mocquerysi André, 1889